# 多賀電気
多賀電気株式会社（たがでんき）は茨城県多賀郡高萩町（現・高萩市）に存在した電気事業者である。1912年（大正元年）12月に資本金10万円で樫村定男らが設立した。創業当初は火力発電を電源としていたが、後に花貫川水系で電源開発を行い、水力発電所を運営した。1921年（大正10年）には茨城県多賀郡14町村に電灯・電力を供給していた。1921年（大正10年）9月1日に茨城電気株式会社と合併し茨城電力株式会社が設立された。

## 沿革

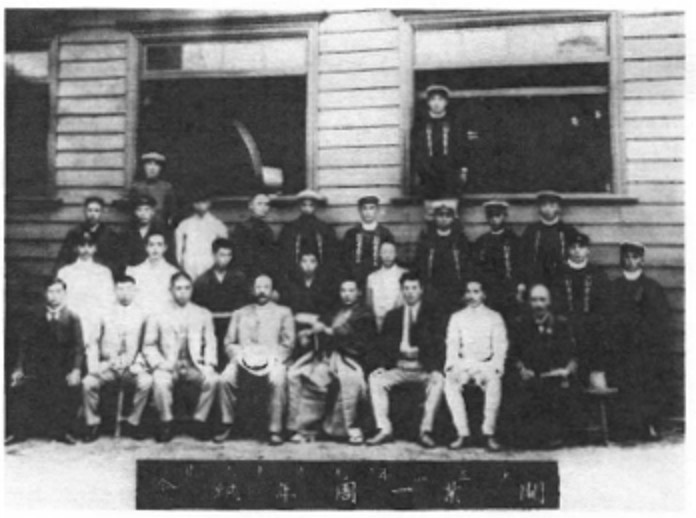
開業から1周年を祝う多賀電気。1914年（大正3年）9月16日に松原発電所にて撮影。前列左から4人目が樫村定男。

多賀銀行頭取であった樫村定男は、橋本勲・小峯満男・穂積竹次郎・江戸周らと共に資本金10万円で1912年（大正元年）12月に多賀電気を設立した。茨城県多賀郡松原町（現・高萩市）への電灯・電力供給が設立目的であった。本社と松原発電所は松原町大字安良川に置かれ、発電方式には火力発電が選ばれた。茨城県内にてサクションガス力発電所の建設が相次ぐ中で安良川に火力発電所が建設されたのは、同地は秋山炭鉱と高萩駅を結ぶ中継地点にあり、燃料である石炭の入手が容易であったためである。ただし、火力発電を選んだことでボイラーや発電機の稼働に様々な職種の従業員が必要となり、創業時の従業員数は35人に及んだ。
1913年（大正2年）9月16日に松原発電所は運転を開始し、松原町一帯に電灯・電力を供給した。電灯点火日には、明るい生活が送れることを期待して住民達は赤飯を炊いて待つ程であった。点火後は農家や工場の夜間作業、精米・製粉・製麺等が電化し、電灯・電力需要はますます増加した。多賀電気は電灯需要に合わせて、松原町の近隣町村にも供給区域を広げていった。
1914年（大正3年）に第一次世界大戦が始まると、日立鉱山と日立製作所は増産体制に入った。しかし自家発電のみでは需要が賄えず、日立鉱山と日立製作所は多賀電気と茨城採炭から買電を行うようになった。供給区域の拡大や売電の開始により、多賀電気は供給力不足を感じるようになった。また、第一次世界大戦に伴って燃料である石炭価格も上昇した。こうした事情や、石岡第一発電所・石岡第二発電所の開設と成功に刺激され、多賀電気は電源を火力発電から水力発電に切り替えるべく、花貫川水系の開発に着手した。
1917年（大正6年）春、茨城県知事に花貫川の水利許可願を多賀電気は提出した。1918年（大正7年）春に工事を開始し、同年5月に出力600キロワットで運転を開始した。発電所に関わる土木工事は鹿島組が担当した。この発電所は当初、松原第一発電所と称したが、後に花貫川第一発電所に改名した。1920年（大正9年）1月には花貫川上流に松原第二発電所（710キロワット）を建設し運転を開始した。同発電所は後に花貫川第二発電所と改名した。火力発電は効率が悪く経費がかかるため、1919年（大正8年）には松原発電所の稼働が終了し、1920年（大正9年）に廃止された。なお、多賀電気は発電所建設の時期に2回増資しており、1921年（大正10年）6月には資本金が100万円まで増加している。
1919年（大正8年）10月、多賀電気は高萩市本町1丁目7番地に新社屋を建て本社を移転した。屋根は銅板で外壁は白タイル張り、木造2階建てのモダンな社屋だったとされる。社屋の屋根には2尺置きに色電球が取り付けられ、夜間に煌々と照らされた。色電球による演出は、日本最初の営業用電灯供給会社である東京電灯を真似てのことだったといわれる。
1921年（大正10年）頃になると全国的に電気事業の統合が行われ、日本国政府もこれを推奨した。茨城県内でも事業統合の気運が高まり、茨城電気の社長・前島平は水戸市周辺の会社統合に取り掛かった。前島は多賀電気の社長・樫村にも合併の話を持ちかけた。これを受けて多賀電気では重役会・臨時株主総会を開き、合併が得策であると判断した。これにより新会社設立委員会が設けられ、茨城電気側からは前島平と杉浦甲子郎が、多賀電気側からは樫村定男と小峰満男が委員となり、水戸市内で設立準備が進められた。
1921年（大正10年）8月18日に新会社の設立総会が開かれた。社名を茨城電力とし、多賀電気は茨城電力の支店となることが決まった。1921年（大正10年）9月1日、資本金920万円にて茨城電力株式会社が設立した。本社は水戸市三ノ丸に置き、支店を松原町に置いた。茨城電力の専務には、茨城電気側からは前島平が、多賀電気側からは樫村定男が就任することになっていたが、樫村が就任前に死亡したため前島だけが専務に就任した。

## 供給区域
1912年（大正元年）時点では、未開業ながらも茨城県多賀郡8町村（松原町・豊浦町・櫛形村・日高村・平潟町・大津町・関南村・北中郷村の一部）を供給区域と定めていた。1914年（大正3年）5月末時点で実際に電灯または電力を供給していたのは、上記8町村のうち日高村を除く7町村である。1915年（大正4年）6月末までには関本村と南中郷村、1916年（大正5年）8月末には松岡村を供給区域に加えた。その後は、1919年（大正8年）末までには高岡村と華川村を、1921年（大正10年）6月末までには日高村と黒前村を供給区域に加えて最終的には茨城県多賀郡14町村に電灯・電力を供給するようになった。
1921年（大正10年）6月時点での多賀電気の電灯・電力供給区域は以下の通り。
- 多賀郡
  - 松原町 - 豊浦町 - 櫛形村 - 平潟町 - 大津町 - 北中郷村 - 関南村 - 松岡村 - 南中郷村 - 関本村 - 高岡村 - 華川村 - 日高村 - 黒前村

## 各発電所

### 松原発電所
松原発電所は1913年（大正2年）9月16日に運転を開始した火力発電所である。火力発電所としては、茨城県内では笠間電気の笠間発電所に次いで二番目に開設された。ボイラーは石川島造船所製のランカシャー型で出力186キロワット（250馬力）、発電機は芝浦製作所製の150キロボルトアンペアのものであった。1919年（大正8年）には松原発電所の稼働が終了し、1920年（大正9年）には廃止された。1917年（大正6年）8月末時点での諸元は下記の通り。
- 発電所出力：150キロワット
- 発電機：三相交流発電機・容量150キロボルトアンペア
- 周波数：60ヘルツ

多賀電気の旧本社と松原発電所の跡地は2015年現在では民家となっており、ボイラー用の水を汲む井戸や建物の基礎部分と思われるレンガ等の遺構が存在している。

### 花貫川第一発電所
花貫川第一発電所は1918年（大正7年）5月に運転を開始した。竣工当初は松原第一発電所と称した。運転開始時の出力は600キロワットであり、1970年（昭和45年）10月1日に出力を630キロワットまで増加させている。同発電所の所属は、多賀電気 - 茨城電力 - 東部電力 - 大日本電力 - 関東配電 - 東京電力 - 姫川電力（現・東京発電）と変遷した。諸元は下記の通り。
- 河川名：花貫川水系花貫川[18]
- 発電所出力：630キロワット[41]
- 使用水量：1.11立方メートル毎秒[41]
- 有効落差：70.61メートル[41]
- 水車：横軸フランシス水車[42]
- 発電機：同期発電機[42]

花貫川第一発電所の第3号水路橋は1999年（平成11年）11月18日に日本国の登録有形文化財に、2012年（平成24年）に土木学会選奨土木遺産に登録された。

### 花貫川第二発電所

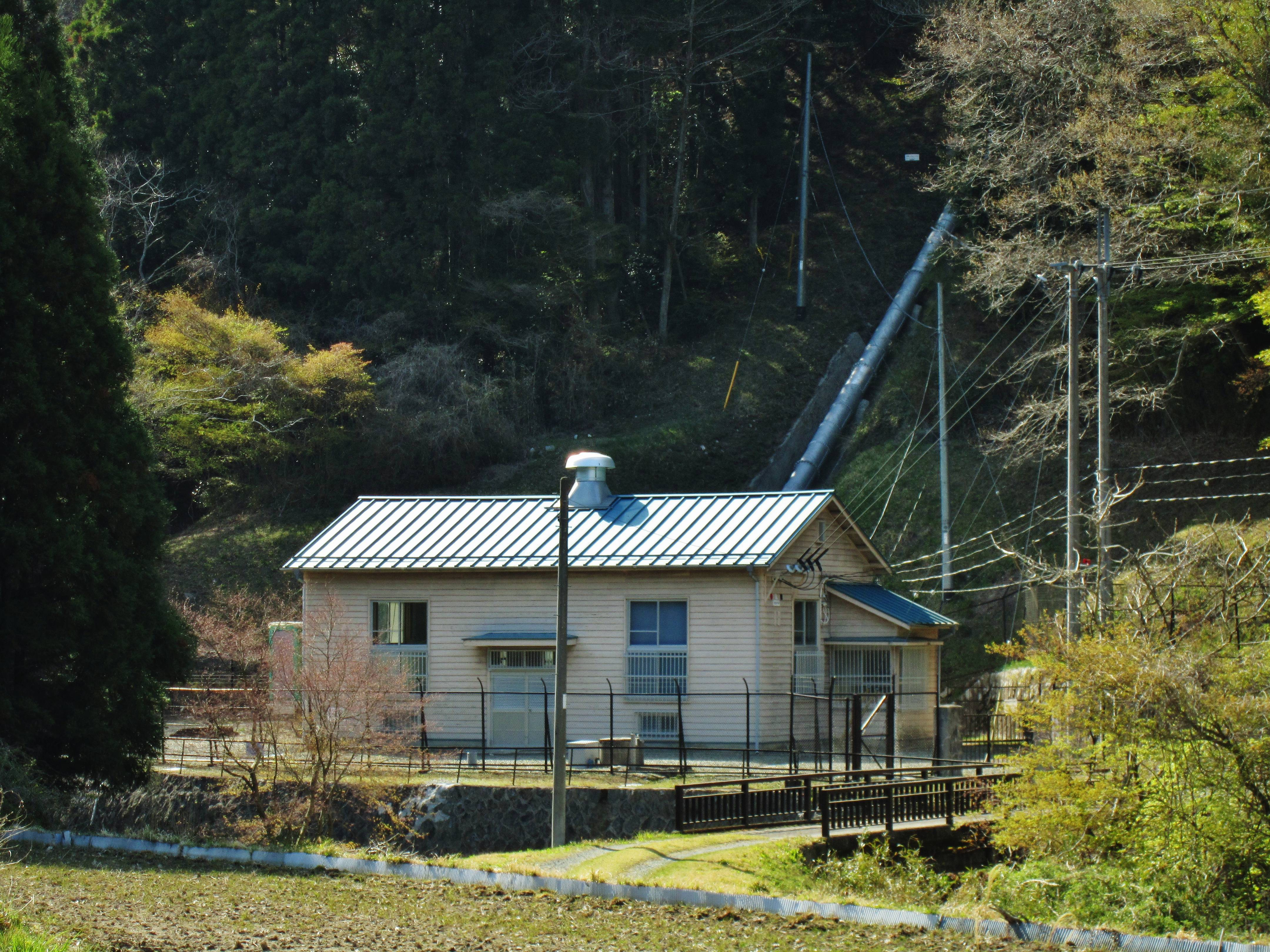
花貫川第二発電所

花貫川第二発電所は1920年（大正9年）1月に運転を開始した。竣工当初は松原第二発電所と称した。運転開始時の出力は710キロワットであり、1970年（昭和45年）9月15日に出力を750キロワットまで増加させている。同発電所の所属は、多賀電気 - 茨城電力 - 東部電力 - 大日本電力 - 関東配電 - 東京電力 - 姫川電力（現・東京発電）と変遷した。諸元は下記の通り。
- 河川名：花貫川水系大熊川[18]
- 発電所出力：750キロワット[41]
- 使用水量：0.834立方メートル毎秒[41]
- 有効落差：112.60メートル[41]
- 水車：横軸フランシス水車[45]
- 発電機：同期発電機[45]

花貫川第二発電所のサージタンクは日本初のものとされる。

## 発電・受電量
| 年   | 発電所名        | 発電種別 | 発電量 [kW] | 受電元            | 受電量 [kW] | 合計 [kW] | 出典   |
| ---- | --------------- | -------- | ----------- | ----------------- | ----------- | --------- | ------ |
| 1912 | 松原            | 汽力     | 100         | -                 | -           | 100       | [ 31 ] |
| 1914 | 松原            | 汽力     | 120         | -                 | -           | 120       | [ 9 ]  |
| 1915 | 松原            | 汽力     | 150         | -                 | -           | 150       | [ 32 ] |
| 1916 | 松原            | 汽力     | 150         | 久原鉱業          | 150         | 300       | [ 33 ] |
| 1917 | 松原            | 汽力     | 150         | 久原鉱業          | 150         | 300       | [ 47 ] |
| 1918 | 花貫川第一      | 水力     | 450         | 久原鉱業/茨城採炭 | 150/200     | 800       | [ 48 ] |
| 1919 | 花貫川第一/第二 | 水力     | 600/711     | 久原鉱業/茨城採炭 | 150/200     | 1661      | [ 34 ] |
| 1921 | 花貫川第一/第二 | 水力     | 600/711     | 久原鉱業          | 150         | 1461      | [ 35 ] |

## 電灯・電力取付数
| 年   | 電灯取付数 | 電灯取付数 | 電灯取付数 | 電力取付数  | 電力取付数          | 電力取付数      | 電力取付数 | 電力取付数 |
| 年   | 需要家数   | 灯数       | 出典       | 電動機 [kW] | その他電力装置 [kW] | 電気事業者 [kW] | 合計 [kW]  | 出典       |
| ---- | ---------- | ---------- | ---------- | ----------- | ------------------- | --------------- | ---------- | ---------- |
| 1913 | 1,236      | 3,209      | [ 49 ]     | -           | -                   | -               | -          | -          |
| 1914 | 2,133      | 4,077      | [ 50 ]     | 1.0         | 0.0                 | 0.0             | 1.0        | [ 51 ]     |
| 1915 | 2,274      | 5,035      | [ 52 ]     | 5.0         | 150.0               | 0.0             | 155.0      | [ 53 ]     |
| 1916 | 3,009      | 6,299      | [ 54 ]     | 29.0        | 0.0                 | 150.0           | 179.0      | [ 55 ]     |
| 1917 | 3,279      | 7,230      | [ 56 ]     | 164.5       | 0.0                 | 350.0           | 514.5      | [ 57 ]     |
| 1918 | -          | -          | -          | 120.5       | 0.0                 | 450.0           | 570.5      | [ 58 ]     |
| 1919 | 7,161      | 15,007     | [ 59 ]     | 214.7       | 0.0                 | 550.0           | 764.7      | [ 60 ]     |

## 収支及び配当率
| 年   | 収入 [円] | 支出 [円] | 利益 [円] | 配当率 [%] | 配当率 [%] | 出典   |
| 年   | 収入 [円] | 支出 [円] | 利益 [円] | 上期       | 下期       | 出典   |
| ---- | --------- | --------- | --------- | ---------- | ---------- | ------ |
| 1913 | 5,649     | 4,647     | 1,002     | -          | -          | [ 61 ] |
| 1914 | 24,214    | 20,942    | 3,272     | 3.0        | 3.0        | [ 62 ] |
| 1915 | 32,473    | 25,041    | 7,432     | 5.8        | 7.1        | [ 63 ] |
| 1916 | 47,405    | 38,598    | 8,807     | 9.2        | 9.2        | [ 64 ] |
| 1917 | 52,593    | 39,854    | 12,739    | -          | 7.0        | [ 65 ] |
| 1918 | 132,904   | 69,328    | 63,576    | 6.0        | -          | [ 66 ] |
| 1919 | 240,875   | 109,173   | 131,702   | 20.0       | 15.0       | [ 4 ]  |
| 1921 | 163,089   | 99,486    | 63,603    | 13.0       | -          | [ 5 ]  |